# Venancio López
José Venancio López Hierro (Bilbao, 27 giugno 1964) è un ex giocatore di calcio a 5 e allenatore di calcio a 5 spagnolo.

## Carriera

### Giocatore
Negli anni 80 milita nel Leoia Bilbao, squadra della sua città

### Allenatore

#### Esordi ed affermazione
Nel 1988 è nominato allenatore/giocatore del Leioa Bilbao, ruolo che terrà solo un anno, per poi, dalla stagione seguente, dedicarsi solo all'attività di tecnico.
Tra il 1996 e il 1998 è assistente di Javier Lozano sulla panchina della nazionale spagnola.
Terminata questa esperienza, è nominato allenatore del Segovia. È l'inizio di un triennio d'oro per Venancio e per i bianco-granata, che si affermano sia su scala nazionale (con un titolo nazionale, tre Coppe di Spagna ed altrettante supercoppe) sia su scala europea e mondiale (con un European Champions Tournament ed una Coppa Intercontinentale).
Chiusa l'esperienza a Segovia; dopo una breve parentesi alla guida della nazionale del Guatemala, nel 2004 passa al Santiago. Qui torna a vincere la Coppa di Spagna, nel 2006, mentre l'anno successivo mette in bacheca la prima Recopa Cup.

#### Commissario tecnico
Nel 2007 viene scelto come sostituto di Lozano (del quale era stato assistente dieci anni prima) sulla panchina della selezione spagnola.
Sotto la sua guida le furie rosse conquistano tre Europei, andando vicine alla vittoria del mondiale, sfumata prima ai rigori e poi ai tempi supplementari.
Nel luglio del 2018 lascia la panchina della Spagna dopo 11 anni, sostituito dal suo assistente Federico Vidal. Nel settembre del 2023 viene nominato commissario tecnico dell'Uzbekistan.

## Palmarès

### Allenatore

#### Club

##### Competizioni nazionali
- Campionato spagnolo: 1

Segovia: 1998-99
- Coppa di Spagna: 4

Segovia: 1997-98, 1998-99, 1999-00
Santiago: 2005-06
- Supercoppa di Spagna: 3

Segovia: 1998, 1999, 2000

##### Competizioni internazionali
- European Champions Tournament: 1

Segovia: 1999-00
- Coppa delle Coppe: 1

Santiago: 2006-07
- Coppa Intercontinentale: 1

Segovia: 2000

#### Nazionale
- Campionato d'Europa: 4

Spagna: 2007, 2010, 2012, 2016